# Vietnam op de Olympische Zomerspelen 2024
Vietnam nam deel aan de Olympische Zomerspelen 2024 in Parijs, Frankrijk.

## Aantal deelnemers
Hieronder volgt een overzicht van de atleten die deelnamen aan de Olympische Zomerspelen van 2024.
| Sport         | Mannen | Vrouwen | Totaal |
| ------------- | ------ | ------- | ------ |
| Atletiek      | 0      | 1       | 1      |
| Badminton     | 1      | 1       | 2      |
| Boksen        | 0      | 2       | 2      |
| Boogschieten  | 1      | 1       | 2      |
| Gewichtheffen | 1      | 0       | 1      |
| Judo          | 0      | 1       | 1      |
| Kanovaren     | 0      | 1       | 1      |
| Roeien        | 0      | 1       | 1      |
| Schietsport   | 0      | 2       | 2      |
| Wielersport   | 0      | 1       | 1      |
| Zwemmen       | 1      | 1       | 2      |
| Totaal        | 4      | 12      | 16     |

## Deelnemers en resultaten

### Atletiek

#### Loopnummers
Vrouwen
| atleet           | onderdeel | voorronde | voorronde | series | series | herkansingen | herkansingen | halve finale   | halve finale   | finale         | finale         |
| atleet           | onderdeel | tijd      | rang      | tijd   | rang   | tijd         | rang         | tijd           | rang           | tijd           | rang           |
| ---------------- | --------- | --------- | --------- | ------ | ------ | ------------ | ------------ | -------------- | -------------- | -------------- | -------------- |
| Trần Thị Nhi Yến | 100 m     | 11,81     | 1         | 11,79  | 7      | n.v.t.       | n.v.t.       | niet geplaatst | niet geplaatst | niet geplaatst | niet geplaatst |

### Badminton
Mannen
| atleet      | onderdeel | groepsfase           | groepsfase                    | groepsfase           | groepsfase | eliminatie           | kwartfinale          | halve finale         | finale / BM          | finale / BM    |
| atleet      | onderdeel | tegenstander uitslag | tegenstander uitslag          | tegenstander uitslag | rang       | tegenstander uitslag | tegenstander uitslag | tegenstander uitslag | tegenstander uitslag | rang           |
| ----------- | --------- | -------------------- | ----------------------------- | -------------------- | ---------- | -------------------- | -------------------- | -------------------- | -------------------- | -------------- |
| Lê Đức Phát | enkelspel | Roth W 21-10, 21-10  | Prannoy V 21-16, 11-21, 12-21 | n.v.t.               | 2          | niet geplaatst       | niet geplaatst       | niet geplaatst       | niet geplaatst       | niet geplaatst |

Vrouwen
| atleet           | onderdeel | groepsfase           | groepsfase           | groepsfase           | groepsfase | eliminatie           | kwartfinale          | halve finale         | finale / BM          | finale / BM    |
| atleet           | onderdeel | tegenstander uitslag | tegenstander uitslag | tegenstander uitslag | rang       | tegenstander uitslag | tegenstander uitslag | tegenstander uitslag | tegenstander uitslag | rang           |
| ---------------- | --------- | -------------------- | -------------------- | -------------------- | ---------- | -------------------- | -------------------- | -------------------- | -------------------- | -------------- |
| Nguyễn Thùy Linh | enkelspel | Ho W 21-6, 21-3      | Zhang V 20-22, 20-22 | n.v.t.               | 2          | niet geplaatst       | niet geplaatst       | niet geplaatst       | niet geplaatst       | niet geplaatst |

### Boksen
Vrouwen
| atlete         | onderdeel     | eerste ronde         | tweede ronde         | kwartfinale          | halve finale         | finale               | rang           |
| atlete         | onderdeel     | tegenstander uitslag | tegenstander uitslag | tegenstander uitslag | tegenstander uitslag | tegenstander uitslag | rang           |
| -------------- | ------------- | -------------------- | -------------------- | -------------------- | -------------------- | -------------------- | -------------- |
| Võ Thị Kim Ánh | bantamgewicht | Pawar V 0 - 5        | niet geplaatst       | niet geplaatst       | niet geplaatst       | niet geplaatst       | niet geplaatst |
| Hà Thị Linh    | lichtgewicht  | Epenisa W 5 - 0      | Yang W V 0 - 5       | niet geplaatst       | niet geplaatst       | niet geplaatst       | niet geplaatst |

### Boogschieten
Mannen
| atleet        | onderdeel   | plaatsingsronde | plaatsingsronde | eerste ronde         | tweede ronde         | derde ronde          | kwartfinale          | halve finale         | finale / BM          | finale / BM    |
| atleet        | onderdeel   | score           | rang            | tegenstander uitslag | tegenstander uitslag | tegenstander uitslag | tegenstander uitslag | tegenstander uitslag | tegenstander uitslag | rang           |
| ------------- | ----------- | --------------- | --------------- | -------------------- | -------------------- | -------------------- | -------------------- | -------------------- | -------------------- | -------------- |
| Lê Quốc Phong | individueel | 652             | 47              | Olaru V 0 - 6        | niet geplaatst       | niet geplaatst       | niet geplaatst       | niet geplaatst       | niet geplaatst       | niet geplaatst |

Vrouwen
| atleet            | onderdeel   | plaatsingsronde | plaatsingsronde | eerste ronde         | tweede ronde         | derde ronde          | kwartfinale          | halve finale         | finale / BM          | finale / BM    |
| atleet            | onderdeel   | score           | rang            | tegenstander uitslag | tegenstander uitslag | tegenstander uitslag | tegenstander uitslag | tegenstander uitslag | tegenstander uitslag | rang           |
| ----------------- | ----------- | --------------- | --------------- | -------------------- | -------------------- | -------------------- | -------------------- | -------------------- | -------------------- | -------------- |
| Đỗ Thị Ánh Nguyệt | individueel | 648             | 37              | Fallah V 5 - 6       | niet geplaatst       | niet geplaatst       | niet geplaatst       | niet geplaatst       | niet geplaatst       | niet geplaatst |

Gemengd
| atleet                          | onderdeel | plaatsingsronde | plaatsingsronde | eerste ronde         | kwartfinale          | halve finale         | finale / BM          | finale / BM    |
| atleet                          | onderdeel | score           | rang            | tegenstander uitslag | tegenstander uitslag | tegenstander uitslag | tegenstander uitslag | rang           |
| ------------------------------- | --------- | --------------- | --------------- | -------------------- | -------------------- | -------------------- | -------------------- | -------------- |
| Lê Quốc Phong Đỗ Thị Ánh Nguyệt | team      | 1300            | 24              | niet geplaatst       | niet geplaatst       | niet geplaatst       | niet geplaatst       | niet geplaatst |

### Gewichtheffen
Mannen
| atleet         | onderdeel | trekken | trekken | stoten | stoten | totaal | rang |
| atleet         | onderdeel | score   | rang    | score  | rang   | totaal | rang |
| -------------- | --------- | ------- | ------- | ------ | ------ | ------ | ---- |
| Trịnh Văn Vinh | -61 kg    | 128     | -       | DNF    | DNF    | DNF    | DNF  |

### Judo
Mannen
| atleet         | onderdeel | eerste ronde         | tweede ronde         | kwartfinale          | halve finale         | herkansing           | finale / BM          | finale / BM    |
| atleet         | onderdeel | tegenstander uitslag | tegenstander uitslag | tegenstander uitslag | tegenstander uitslag | tegenstander uitslag | tegenstander uitslag | rang           |
| -------------- | --------- | -------------------- | -------------------- | -------------------- | -------------------- | -------------------- | -------------------- | -------------- |
| Hoàng Thị Tình | −48 kg    | Bedioui V 00 - 01    | niet geplaatst       | niet geplaatst       | niet geplaatst       | niet geplaatst       | niet geplaatst       | niet geplaatst |

### Kanovaren

#### Sprint
Vrouwen
| atleet           | onderdeel | series | series | kwartfinale | kwartfinale | halve finale   | halve finale   | finale         | finale         |
| atleet           | onderdeel | tijd   | rang   | tijd        | rang        | tijd           | rang           | tijd           | rang           |
| ---------------- | --------- | ------ | ------ | ----------- | ----------- | -------------- | -------------- | -------------- | -------------- |
| Nguyễn Thị Hương | C-1 200 m | 49,74  | 6 KF   | 49,09       | 6           | niet geplaatst | niet geplaatst | niet geplaatst | niet geplaatst |

### Roeien
Vrouwen
| atleet       | onderdeel | series  | series | herkansingen | herkansingen | kwartfinale | kwartfinale | halve finale | halve finale | finale  | finale |
| atleet       | onderdeel | tijd    | rang   | tijd         | rang         | tijd        | rang        | tijd         | rang         | tijd    | rang   |
| ------------ | --------- | ------- | ------ | ------------ | ------------ | ----------- | ----------- | ------------ | ------------ | ------- | ------ |
| Phạm Thị Huệ | skiff     | 8.03,94 | 4 H    | 8.00,97      | 2 KF         | 7.56,96     | 6 HC/D      | 8.22,85      | 6 FD         | 7.47,84 | 23     |

Legenda: FA=finale A (medailles); FB=finale B (geen medailles); FC=finale C (geen medailles); FD=finale D (geen medailles); FE=finale E (geen medailles); FF=finale F (geen medailles); HA/B=halve finale A/B; HC/D=halve finale C/D; HE/F=halve finale E/F; KF=kwartfinale; H=herkansing

### Schietsport
Vrouwen
| atlete            | onderdeel         | kwalificaties | kwalificaties | finale         | finale         |
| atlete            | onderdeel         | punten        | rang          | punten         | rang           |
| ----------------- | ----------------- | ------------- | ------------- | -------------- | -------------- |
| Lê Thị Mộng Tuyền | 10 m luchtgeweer  | 621,1         | 40            | niet geplaatst | niet geplaatst |
| Trịnh Thu Vinh    | 10 m luchtpistool | 578           | 4 Q           | 198,6          | 4              |
| Trịnh Thu Vinh    | 25 m pistool      | 587           | 4 Q           | 16             | 7              |

### Wielersport

#### Wegwielrennen
Vrouwen
| atleet          | onderdeel    | tijd    | rang |
| --------------- | ------------ | ------- | ---- |
| Nguyễn Thị Thật | wegwedstrijd | 4.10.47 | 73   |

### Zwemmen
Mannen
| atleet           | onderdeel         | series   | series | halve finale | halve finale | finale         | finale         |
| atleet           | onderdeel         | tijd     | rang   | tijd         | rang         | tijd           | rang           |
| ---------------- | ----------------- | -------- | ------ | ------------ | ------------ | -------------- | -------------- |
| Nguyễn Huy Hoàng | 800 m vrije slag  | 8.08,39  | 28     | n.v.t.       | n.v.t.       | niet geplaatst | niet geplaatst |
| Nguyễn Huy Hoàng | 1500 m vrije slag | 15.18,63 | 21     | n.v.t.       | n.v.t.       | niet geplaatst | niet geplaatst |

Vrouwen
| atlete         | onderdeel        | series  | series | halve finale   | halve finale   | finale         | finale         |
| atlete         | onderdeel        | tijd    | rang   | tijd           | rang           | tijd           | rang           |
| -------------- | ---------------- | ------- | ------ | -------------- | -------------- | -------------- | -------------- |
| Võ Thị Mỹ Tiên | 200 m wisselslag | 2.17,18 | 27     | niet geplaatst | niet geplaatst | niet geplaatst | niet geplaatst |